# Fjällsvanspungdjur
Fjällsvanspungdjur (Wyulda squamicaudata) är en art i familjen klätterpungdjur som placeras i det egna släktet Wyulda. Djuret förekommer bara i regionen Kimberley i den australiska delstaten Western Australia. Arten upptäcktes för vetenskapen först 1917.

## Utseende
Artens namn syftar på svansens spets som är täckt med fjäll. Svansen används som gripverktyg. Ögonen är stora, öronen små och nosen är spetsig. Den korta mjuka pälsen har en gråbrun färg och på djurets rygg finns en längsgående strimma från skuldrorna till stjärten. Buken och främre halsen har en ljusare färg. Fjällsvanspungdjur når en kroppslängd mellan 29 och 40 centimeter och därtill kommer den 25 till 33 centimeter långa svansen. Vikten ligger mellan 1,4 och 2 kilogram.

## Ekologi
Som habitat föredras regioner med sandstensklippor och enstaka träd. Arten är nattaktiv och sover dagtid i bergssprickor. De födosöker upp i träden. Arten är allätare och livnär sig av blad, frukter, insekter och troligen även mindre ryggradsdjur. Utanför parningstiden lever de ensamma.
Efter dräktigheten föds mellan mars och augusti en enda unge. Efter åtta månader sluter honan att ge di. Fjällsvanspungdjur blir könsmogna jämförelsevis sent, hannar efter 1,5 år och honor efter 3 år.

## Status och hot
Fram till 1965 var bara fyra individer kända men efter detta har arten observerats med jämna mellanrum. Utbredningsområdet är litet och fragmenterat. På grund av kunskapsbrist har IUCN inte gett den någon hotstatus.